# Едуард II
Едуард II (англ. Edward ІІ; 25 квітня 1284 — 21 вересня 1327) — король Англії  з династії Плантагенетів, правління якого тривало з 1307 по 1327 рік.

## Ранні роки

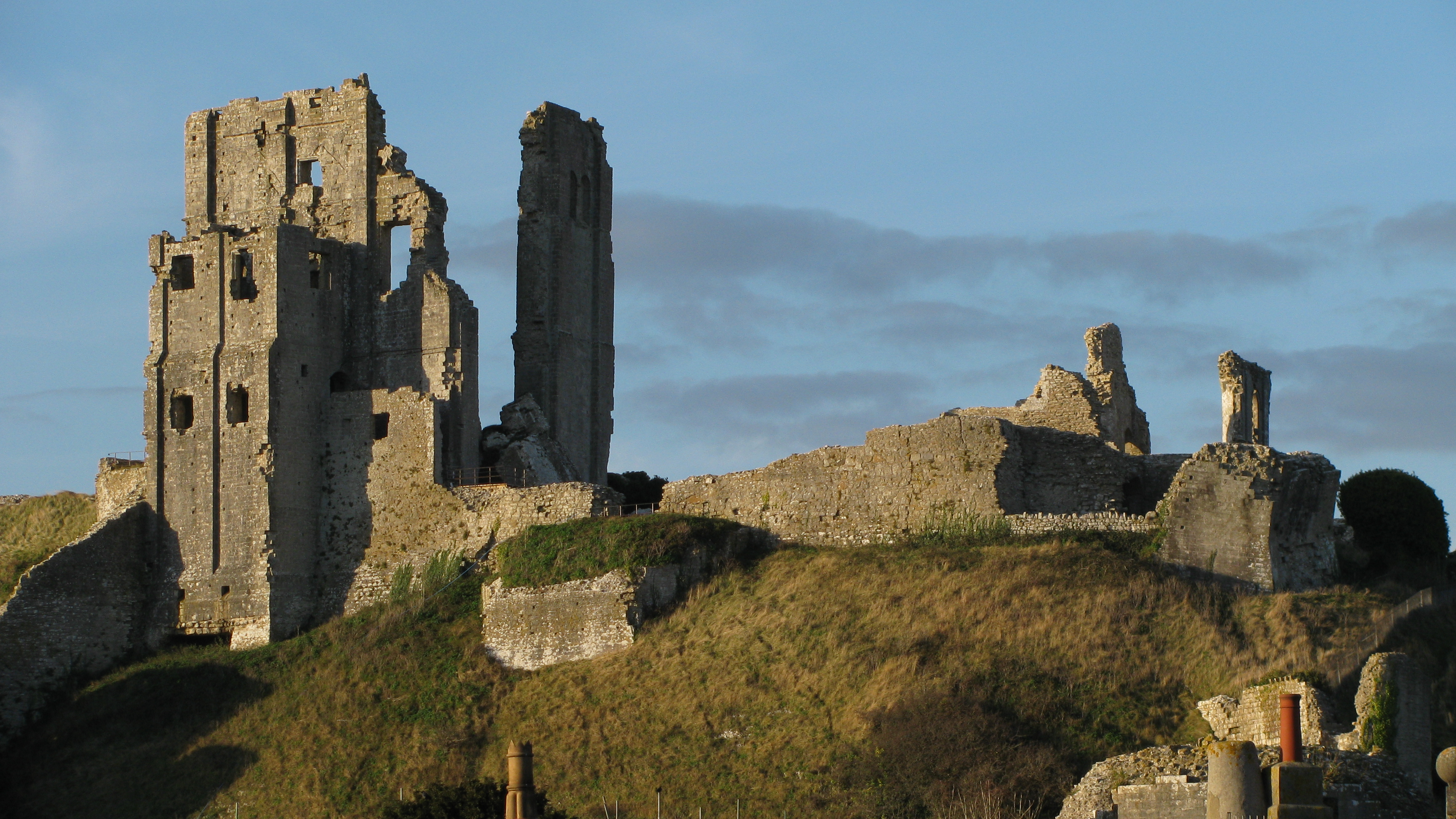
Руїни Замку Корф, де якийсь час перебував в ув'язненні Едуард II

Перший англійський спадкоємець престолу, який носив титул «принц Уельський». За легендою, вперше записаною 1584 року Джоном Стоу, на прохання валлійців дати їм за короля людину, що народилась в Уельсі й не говорить англійською, Едуард I надав їм свого новонародженого сина, який щойно побачив світ у його таборі. Насправді титул принца Уельського було надано Едуарду у лютому 1301 року.
До моменту народження принца Едуарда з синів короля в живих лишався тільки Альфонс. У серпні 1284 року Альфонс помер, і спадкоємцем англійського престолу став його молодший брат. Оскільки у принца Едуарда не було друзів-ровесників, король обрав для його свити десятьох юнаків з дворянських родин. Одним із них став син гасконського барона Гавестона Пірс, який невдовзі став найближчим другом спадкоємця, який «віддавав перевагу спілкуванню з ним, пов'язаний нерозривним союзом приязні, більше, ніж з усіма іншими смертними». З часів юності Едуард називав Пірса «мій брат», а їхня дружба, за повідомленням хроніста, була сильнішою за любов до жінок.
Є відомості, що Едуард I брав його у шотландські походи й намагався змінити характер сина, але все було марно. Єдине, що Едуард успадкував від батька — його солідний вигляд й високий зріст, у всьому решта вони були несхожими. Можливо, якби Едуард I не приставив до свого сина Пірса Гавестона, то новий король був би повною копією свого батька.

## Правління
Успадкувавши трон свого батька у віці неповних 23 років, Едуард II досить невдало вів бойові дії проти Шотландії, військами якої керував Роберт I Брюс. Популярність короля також підривала його прихильність до ненависних для народу фаворитів (як вважали, коханців короля) — гасконця Пірса Гавестона, а потім англійського дворянина Г'ю Деспенсера Молодшого.
Панування Едуарда супроводжувалось баронськими змовами й заколотами. Одна зі змов 1325 року, на чолі якої встала дружина Едуарда Ізабелла, мала успіх: повернувшись із Франції, вона в союзі зі своїм коханцем, вельможею Роджером Мортимером, зуміла зібрати достатньо прибічників, щоб скинути чоловіка. Короля було заарештовано, і його змусили зректись престолу на користь юного сина, що став королем Едуардом III. При неповнолітньому Едуарді III було створено регентську раду на чолі з Генріхом Ланкастером. Однак неофіційно вся влада була зосереджена в руках Ізабелли та її фаворита Мортимера. Невдовзі скинутого монарха було вбито.
У 1330 році король Едуард III, вже будучи повнолітнім, стратив убивць свого батька (в тому числі й Мортимера), які фактично правили державою у перші роки після його загибелі; матір же він пожалів та ув'язнив у монастирі.
Те, як Едуарда II скинуто з престолу, зображено у п'єсі Крістофера Марло «Едуард II», а також у романі Моріса Дрюона «Французька вовчиця» із серії історичних романів «Прокляті королі». П'єса Марло лягла в основу однойменного фільму Дерека Джармена.

## Родина
Дружина — Ізабелла Французька (1295—1358), дочка Філіппа IV, короля Франції. Разом зі своїм коханцем Роджером Мортімером очолила баронський заколот проти чоловіка і повалила його з престолу, здійснивши перший конституційний парламентський переворот, за що була прозвана Французькою вовчицею. Чотири роки неофіційно керувала країною разом із Мортімером до повноліття старшого сина Едуарда ІІІ.
Діти:
- Едуард (1312—1377) — король Англії з 25 січня 1327. Був одним з найуспішніших англійських монархів Середньовіччя. Відновив королівську владу після провального правління свого батька. Едуард ІІІ перетворив Англійське королівство на одну з найпотужніших військових сил у Європі. На його правління припали важливі зміни в законодавстві та системі державного врядування (зокрема, розвиток англійського парламенту), а також пандемія чуми «Чорна смерть». Він залишався на троні 50 років. З часів Генріха ІІІ і до Георга ІІІ ніхто з англійських монархів не правив так довго.
- Іоанн (1316—1336) — народився в замку Елтем. Граф Корнуолла з 6 жовтня 1328. У 1329 році на час відсутності Едуарда III, котрий вирушив до Франції для принесення васальної присяги, був призначений номінальним намісником. Взяв участь як командир передового загону в битві біля Халідон-Гілла. У 1335 році зайняв західну Шотландію. Помер в Перті у віці 20 років.
- Елеонора (1318—1355) — народилась в палаці Вудсток. В травні 1322 вийшла заміж за Рейнальд II (герцога Гелдерна). Користувалась повагою серед своїх підданих. В шлюбі народила двох синів Рейнальда та Едуарда.
- Іоанна (1319) — про існування цієї дитини згадує хроніст Роберт із Редінга.
- Іоанна (1321—1362) — королева-консорт Шотландії з 7 червня 1329. Дружина короля Шотландії Давида ІІ з 17 липня 1328. Дітей не мали.

Бастард від невідомої:
- Адам (бл. 1307—1322) — супроводжував батька в шотландському поході в 1322 році, під час якого помер.